# Kevin Poole
Kevin Poole (21 de julio de 1963 en Bromsgrove, Inglaterra) es un exfutbolista y entrenador inglés. Es entrenador del arqueros en el Solihull Moors desde 2020.
Como futbolista, se desempeñó de portero, retirándose en 2014 en el Burton Albion siendo en su momento uno de los guardametas más longevos en activo.

## Trayectoria

### Aston Villa
Su primer contrato profesional lo firmó en 1981 con el Aston Villa. Permaneció en el club seis años y disputó 28 partidos. En 1984 se marcha cedido al Northampton Town F.C.

### Northampton Town
Jugó solamente tres partidos.

### Middlesbrough
En el 1987 ficha por el Middlesbrough en el que permanece otro largo periodo de tiempo, fueron cuatro años. Disputó la final de la Full Members Cup 1989/90 ante el Chelsea F.C. pero acabó perdiendo su equipo.

### Hartlepool United
En 1991 se va cedido al Hartlepool United y en ese mismo año fichó por el Leicester City.

### Leicester City
En este club pasó seis años al igual que en el Aston Villa. Jugó 163 partidos. Consiguió el ascenso a la Premier League en 1996 pero fue sustituido por Kasey Keller.

### Birmingham City
En 1997 ficha por el Birmingham City. Se ganó una plaza como titular gracias a la lesión de Ian Bennett en septiembre de 1998. Bennett recuperó su titularidad y Poole se lesionó. Finalmente, en 2001 deja el club.

### Bolton Wanderers
En octubre de 2001 ficha por el Bolton Wanderers. Su equipo llegó hasta la final de la Copa de la Liga de Inglaterra ante el Middlesbrough, su antiguo club pero no jugó ningún minuto. 

### Derby County
En 2005, el entrenador del Derby County, Phil Brown, fichó a Poole. Apenas jugó un año. En 2006 ficha por el Burton Albion.

### Burton Albion
Actualmente juega en el Burton Albion. Ha disputado 123 partidos en seis años que lleva con el club. 

### Entrenador
El 17 de marzo de 2012, fue nombrado como entrenador de porteros temporal. El 10 de mayo de ese mismo año es sustituido por Gary Rowett.

## Clubes

### Como jugador
| Club                       | País       | Año         | Partidos | Goles |
| -------------------------- | ---------- | ----------- | -------- | ----- |
| Aston Villa                | Inglaterra | 1981 - 1987 | 28       | 0     |
| Northampton Town (Cedido)  | Inglaterra | 1984        | 3        | 0     |
| Middlesbrough              | Inglaterra | 1987 - 1991 | 34       | 0     |
| Hartlepool United (Cedido) | Inglaterra | 1991        | 12       | 0     |
| Leicester City             | Inglaterra | 1991 - 1997 | 163      | 0     |
| Birmingham City            | Inglaterra | 1997-2001   | 57       | 0     |
| Bolton Wanderers           | Inglaterra | 2001-2005   | 5        | 0     |
| Derby County               | Inglaterra | 2005-2006   | 6        | 0     |
| Burton Albion              | Inglaterra | 2006-2014   | 123      | 0     |

### Como entrenador
| Club                              | País       | Año           |
| --------------------------------- | ---------- | ------------- |
| Burton Albion (interino)          | Inglaterra | 2012          |
| Birmingham City (porteros)        | Inglaterra | 2014-2016     |
| Derby County (porteros)           | Inglaterra | 2017-2018     |
| Kidderminster Harriers (porteros) | Inglaterra | 2018-2020     |
| Solihull Moors (porteros)         | Inglaterra | 2020-presente |

## Palmarés

### Campeonatos nacionales
| Título                                 | Club           | País       | Año     |
| -------------------------------------- | -------------- | ---------- | ------- |
| Football League Championship play-offs | Leicester City | Inglaterra | 1995-96 |
| Copa de la Liga de Inglaterra          | Leicester City | Inglaterra | 1997    |
| Conference National                    | Burton Albion  | Inglaterra | 2008-09 |